# Lacerta viridis
El lagarto verde (Lacerta viridis) es una especie de lagarto de la familia Lacertidae.

## Descripción
Los machos  tienen una coloración verde con motas negras en el lomo y amarillento en el vientre, mientras que en las hembras se aprecia un verde brillante en el lomo y en el vientre amarillo-anaranjado. A mediados de la primavera los dos sexos adquieren una coloración azulado en las mandíbulas, apreciable más frecuentemente en los machos. Sus dimensiones en la edad adulta es desde la cabeza hasta la cloaca de entre 10-15 cm, y desde la cabeza hasta la punta de la cola de entre 28-45 cm.
Las crías nacen con una coloración  parda en el lomo, y verdoso en el vientre pasando inadvertida a los depredadores entre la hojarasca del otoño.

## Comportamiento
Se alimenta de insectos, lombrices, saltamontes, cigarras, mariposas, arañas, etc. A mediados de verano la hembra pone alrededor de cinco a ocho huevos que entierra bajo el musgo o bajo tierra eclosionando estos a finales de verano principios de otoño. En invierno rara vez se dejan ver, permaneciendo en galerías excavadas en los meses fríos.
El hábitat de estos reptiles se localiza en prados soleados del norte del País Vasco y cordillera Cantábrica.